# Pescara (provins)
Provinsen Pescara (it. Provincia di Pescara) er en provins i regionen Abruzzo i det centrale Italien. Pescara er provinsens hovedby.
Der var 312.215 indbyggere ved folketællingen i 2007.

## Geografi
Provinsen Pescara grænser til:
- i nord mod provinsen Teramo,
- i øst mod Adriaterhavet.
- i syd mod provinsen Chieti og
- i vest mod provinsen Aquila.

## Kommuner
- Abbateggio
- Alanno
- Bolognano
- Brittoli
- Bussi sul Tirino
- Cappelle sul Tavo
- Caramanico Terme
- Carpineto della Nora
- Castiglione a Casauria
- Catignano
- Cepagatti
- Città Sant'Angelo
- Civitaquana
- Civitella Casanova
- Collecorvino
- Corvara
- Cugnoli
- Elice
- Farindola
- Lettomanoppello
- Loreto Aprutino
- Manoppello
- Montebello di Bertona
- Montesilvano
- Moscufo
- Nocciano
- Penne
- Pescara
- Pescosansonesco
- Pianella
- Picciano
- Pietranico
- Popoli
- Roccamorice
- Rosciano
- Salle
- San Valentino in Abruzzo Citeriore
- Sant'Eufemia a Maiella
- Scafa
- Serramonacesca
- Spoltore
- Tocco da Casauria
- Torre de' Passeri
- Turrivalignani
- Vicoli
- Villa Celiera

42°N 14°Ø / 42°N 14°Ø